# 26973 Lála
26973 Lála là một tiểu hành tinh vành đai chính với chu kỳ quỹ đạo là 1617.6110392 ngày (4.43 năm).
Nó được phát hiện ngày 29 tháng 9 năm 1997.